# Liam Aylward
Liam Aylward, irl. Liam Aighleart (ur. 27 września 1952 w Kilkenny) – irlandzki polityk, minister w kilku rządach, deputowany do Parlamentu Europejskiego VI i VII kadencji.

## Życiorys
Uzyskał w 1972 dyplom w zakresie budownictwa i projektowania, przed podjęciem działalności politycznej pracował jako technik laboratoryjny. Od 1974 do 2002 był radnym hrabstwa Kilkenny. W 1977 został wybrany do Dáil Éireann. W izbie niższej irlandzkiego parlamentu zasiadał przez 30 lat. Zrezygnował z ubiegania się o reelekcję w 2007 w związku z zakazem łączenia mandatów posła krajowego i eurodeputowanego (posłem do Dáil Éireann w tym samym okręgu został wówczas jego brat, Bobby Aylward). Zajmował szereg stanowisk rządowych – był ministrem stanu w Ministerstwie Energii (od 1988 do 1989), ministrem leśnictwa (od 1992 do 1994), a także ministrem stanu w resorcie edukacji i następnie rolnictwa (od 2002 do 2004).
W 2004 z listy Fianna Fáil uzyskał mandat posła do Parlamentu Europejskiego w okręgu wschodnim. Od 2007 był wiceprzewodniczącym Komisji tymczasowej do spraw zmian klimatycznych. W wyborach w 2009 skutecznie ubiegał się o reelekcję. W VII kadencji przystąpił do grupy ALDE, został też członkiem Komisji Rolnictwa i Rozwoju Wsi.